# Diriamba
Diriamba es un municipio del departamento de Carazo en la República de Nicaragua, siendo el municipio más poblado del departamento. Se localiza a una distancia de 42 kilómetros de Managua y es considerado dentro de la Región Metropolitana de Managua. Su atractivo turístico es el parque central, el reloj y sus playas Casares y La Boquita  
Es reconocida por los títulos de "cuna del Güegüense" inscrito en 2008 en la Lista Representativa del Patrimonio Cultural Inmaterial de la Humanidad (proclamado originalmente en 2005) y "cuna del fútbol nicaragüense".

## Toponimia
Diriamba es un vocablo que procede de la lengua chorotega, compuesto por las voces "Diri": que significa "cerros o colinas" y "Mba": que significa "grande"; es decir, "Grandes Cerros o Colinas".

## Geografía
Limita al norte con el municipio de San Marcos, al sur con el Océano Pacífico, al este con los municipios de Dolores y Jinotepe y al oeste con el municipio de San Rafael del Sur.

## Historia
Diriamba era una de las muchas comunidades nativas americanas que ya existían en el momento de la conquista española de Nicaragua, y se menciona en el primer período de evaluación del país desde 1548.
No existe una fuente histórica que señale con precisión el lugar del primer asentamiento de la Diriamba primitiva, ya que su origen se pierde en el tiempo. Sin embargo, algunos historiadores suponen que su asentamiento original fue en el "Valle de Apompuá" (tierra pantanosa o tierra de lodo); por haberse encontrado en ese lugar vestigios urbanos, huesos humanos, cerámicas; que se identifican con la población indígena de Diriamba. 
Otros historiadores aseguran que su asiento fue en el lugar que actualmente ocupa la población. Tomando en cuenta estas dos hipótesis, se llega a la conclusión, que de alguna forma la fundación de la antigua ciudad se le atribuye al cacique Diriangén, descendiente de la tribu de los Dirianes que ocupaban las alturas de los departamentos de Managua, Masaya y Carazo. 
Diriamba fue elevado al rango de ciudad en 1883. La villa de Diriamba fue elevada a ciudad, durante el gobierno del Doctor y General José Santos Zelaya, según decreto legislativo del 6 de octubre de 1894, el que empezó a tener vigencia a partir del 10 de octubre del mismo año.

## Demografía
Diriamba tiene una población actual de 65,479 habitantes. De la población total, el 49.1% son hombres y el 50.9% son mujeres. Casi el 68.2% de la población vive en el casco urbano.

## Clima
Las condiciones climatologías del municipio ofrecen condiciones favorables para el cultivo del café. Se caracteriza por tener un clima húmedo, siendo relativamente fresco con leves alzas de temperatura, la que oscila entre los 25 y 27 °C. 
Las temperaturas mínimas ocurren en los meses de diciembre y enero, cuando el sol llega al trópico de Capricornio, y las máximas temperaturas llegan entre marzo y abril. La precipitación alcanza entre los 1200 y 1400 mm.

## Atracciones
Cuentan con atractivos naturales y culturales como el reloj, las playas "La Boquita" y "Casares", el salto "La Cublebra", el centro turístico "La Máquina", el antiguo sitio de la represa hidroeléctrica "Aguacate", ahora simplemente una cascada, y el Museo Ecológico del Trópico Seco.
Sus edificaciones más representativas son 
- Basílica Menor de San Sebastián, cuya primera piedra se colocó en 1891 y se inauguró hasta 1939.
- Torre del Reloj inaugurada en 1935.

## Festividades

### Festividades de San Sebastián
Las fiestas patronales de San Sebastián en Diriamba expresan auténticas conexiones con las raíces indígenas y españolas de la nacionalidad nicaragüense. Muchos de los bailes, canciones y costumbres son verdaderas expresiones tradicionales que se remontan a cientos de años cuando los primeros españoles arribaron a Nicaragua. Las fiestas no son un acto de nostalgia, pero si la integración de rituales precolombinos con el catolicismo y su historia es tan fascinante como sus colores, gastronomía y música.

### Origen
La imagen de San Sebastián fue traída desde España por criollos españoles durante el primer medio del siglo XVIII. 
Las tradición oral nicaragüense dice que cuando naves españolas estaban por el actual golfo de Fonseca con rumbo a Perú, había una tormenta que azotaba la zona. Los marinos tiraron al mar dos cajas pesadas para liberar carga en un intento de no hundirse. Se dice que cuando las dos cajas hicieron contacto con las olas del mar, la tormenta se calmó. Luego en la costa del Pacífico nicaragüense, las cajas fueron encontradas por pescadores en "La zanja de Ambar" en Huehuete, Jinotepe (actual departamento de Carazo). Al abrir la primera caja, encontraron la imagen de San Sebastián Mártir que llevaba inscrito el nombre de Jinotepe. Al abrir la otra, descubrieron la imagen de Santiago Apóstol que llevaba el nombre de Diriamba. Los pescadores usaron carretas de bueyes para trasladarlas a las dos ciudades; la primera hasta Jinotepe, la segunda hasta Diriamba. Las dejaron así, pero el día siguiente se encontraron las cajas intercambiadas: en Diriamba la imagen de San Sebastián, y en Jinotepe la de Santiago. Se cuenta que los pescadores intentaron trasladarlas a sus propios lugares, pero al final ocurrió el milagro otra vez. Entonces, el cura párroco de Jinotepe consideró esto como una señal que Santiago querría quedarse en Jinotepe y San Sebastián en Diriamba.
San Sebastián, una imagen de tamaño natural, es un santo del cristianismo que desafió a la guardia romana y que murió acribillado por arqueros, tal como luce representado. Santiago, en cambio, es la réplica del discípulo hermano de Juan, el amado de Jesús. En una mano sostiene el bordón de peregrino y en la otra las Sagradas Escrituras. Posteriormente en fecha no precisa Santiago fue también martirizado por sus convicciones cristianas. Fue decapitado.
En la realidad Santiago y San Sebastián nunca se conocieron, pero la tradición ha forjado entre ambos una amistad que sirve para fomentar la fe y unir a los pueblos.

### El tope de los Santos
Un día antes de su fiesta, el día 19 de enero, se celebra una Santa Misa y luego la imagen de San Sebastián sale de su Basílica para dirigirse a la ciudad de Dolores, que está ubicada entre Jinotepe y Diriamba. Ahí se encuentra con sus amigos, San Marcos Evangelista santo patrono del municipio del mismo nombre y Santiago Apóstol santo patrono de Jinotepe. A medida que suenan las campanas, las imágenes avanzan y son bailadas de lado a lado, y se agitan las banderas de cada "cabildo" que son las cofradías compuestas por los encargados de la custodia de los Santos. Este encuentro es conocido como "El tope de los Santos". 
San Sebastián es acompañado por danzantes de los bailes tradicionales Güegüense o Macho Ratón, Toro Huaco, El Viejo y la Vieja, El Gigante, Las Inditas del Guacal, Las Húngaras, entre otros.

## El Toro Huaco
El Toro Huaco es una danza que realiza un conjunto de bailantes divididos en dos grupos. Cada uno consta de ocho a doce personas. Va, además, otro bailante que se llama "Mandador", que es el jefe del baile y un "Toro" artificial: un individuo que carga una cabeza de toro montada sobre un armazón. 
La indumentaria de los integrantes es la siguiente:
Pantalón y camisas corrientes; sobrebotas de cuero brillante, pana o terciopelo, con adornos metálicos o de pedrería; en los pies, caites o sandalias.
Sobre el pecho llevan cruzada una banda de color vistoso, rojo, azul, verde, etc., preciosamente bordada. Sobre los hombros, una amplia capa, también de vistosos colores. El rostro lo ocultan bajo artísticas máscaras de madera, rubicundas, que reflejan el semblante de un personaje español bien parecido, unas con bigote y barba, otras lampiñas. Cubren su cabeza con un sombrero adornado con muchas plumas de pavo real, flores de papel, espejitos, cordones de cuentas brillantes y otros aderezos. En una mano llevan una tajona o pequeño látigo y en la otra un chischil de lata.
Aunque el baile tenga un jefe llamado "Mandador", cada grupo tiene un capitán. La representación se realiza al compás de un pito y un tambor.
Cada grupo o bando se coloca en fila india a cada lado de la calle, en orden de estatura. En el centro va el toro, y el mandador a la cabeza del baile.
La danza consiste en una serie de saltos o brincos, diferentes entre sí, que los bailantes verifican de acuerdo con los distintos sones. El baile tiene nueve sones y de ellos, los dos que se ejecutan al principio se bailan al final, siendo la danza la misma para estos. Los "sones" se ejecutan y bailan en el orden que se enumeran y conforme los nombres que tienen:
Primer Son (introducción), El Paseadito, El Toro, El Zapateado, El Dicho, Segundo Zapateado, El Bejuco, La Flor, Cara con Cara, Primer Son (se repite), El Paseadito (se repite y final). Los bailantes, durante las danzas, prorrumpen de vez en cuando un sonido gutural, semejante al que se hace popularmente para llamar a las aves de corral o a las gallinas: ¡ruuu.... ruuuuu... ruuuu!.
Regularmente el baile de Toro Huaco inicia el desfile de la concurrencia y encabeza a San Sebastián en su anual recorrido por la ciudad. Durante la representación del baile no hay diálogos, pero de vez en cuando se saludan los bailantes con ligeros cuchicheos al oído. El rostro, lo llevan los danzarines cubierto con una máscara de madera. Sin embargo, el bailante que lleva sostenido con las manos en alto lo que representa el toro, no lleva máscara. Este durante el baile embiste a veces a los demás bailante, quienes se capean como sorteando al imaginario bruto, haciendo un gesto natural de defensa con la tajona que portan en la mano izquierda.